# Брус, Йоханнес

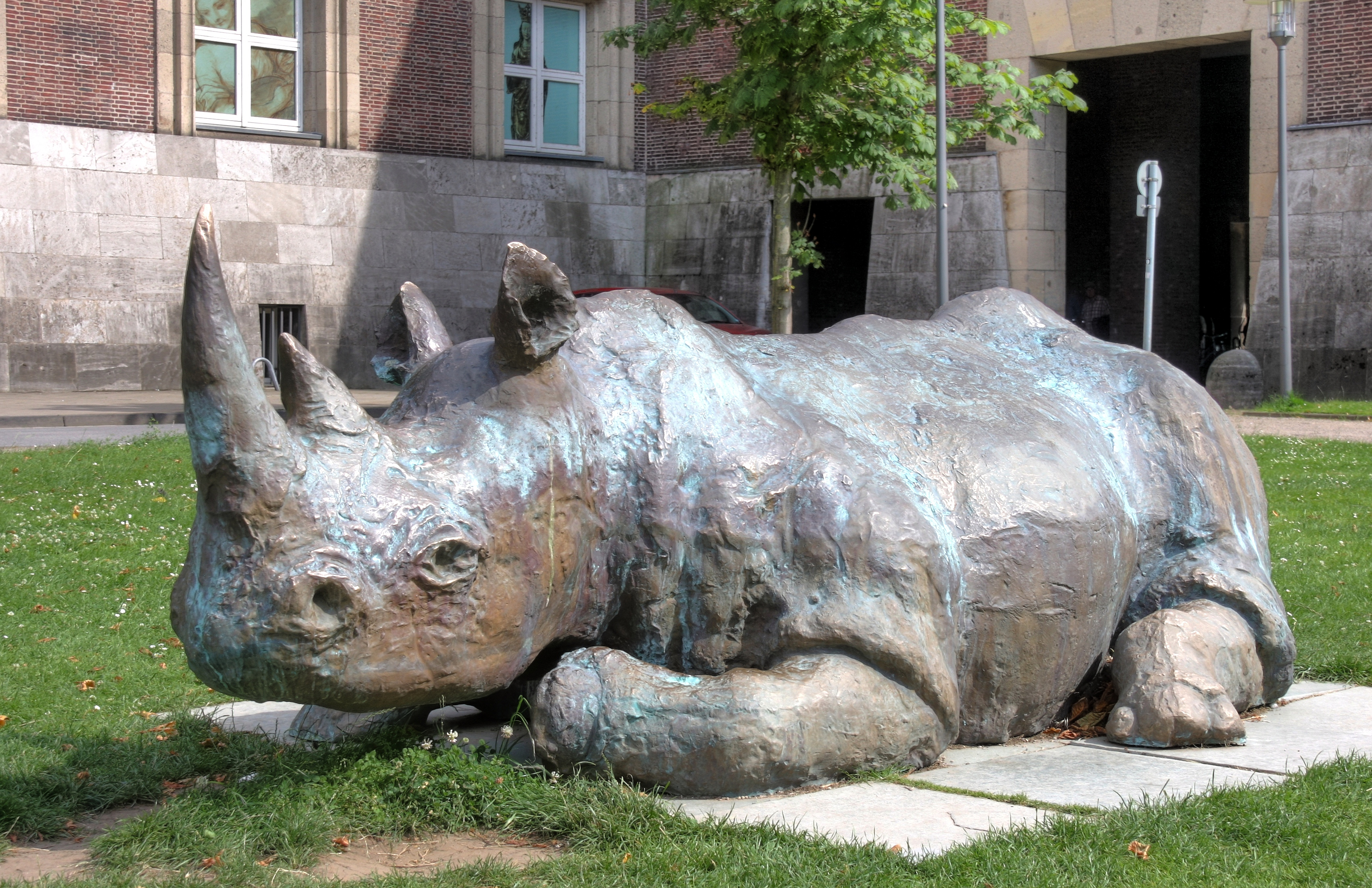
Йоханнес Брус. Носорог. 2002

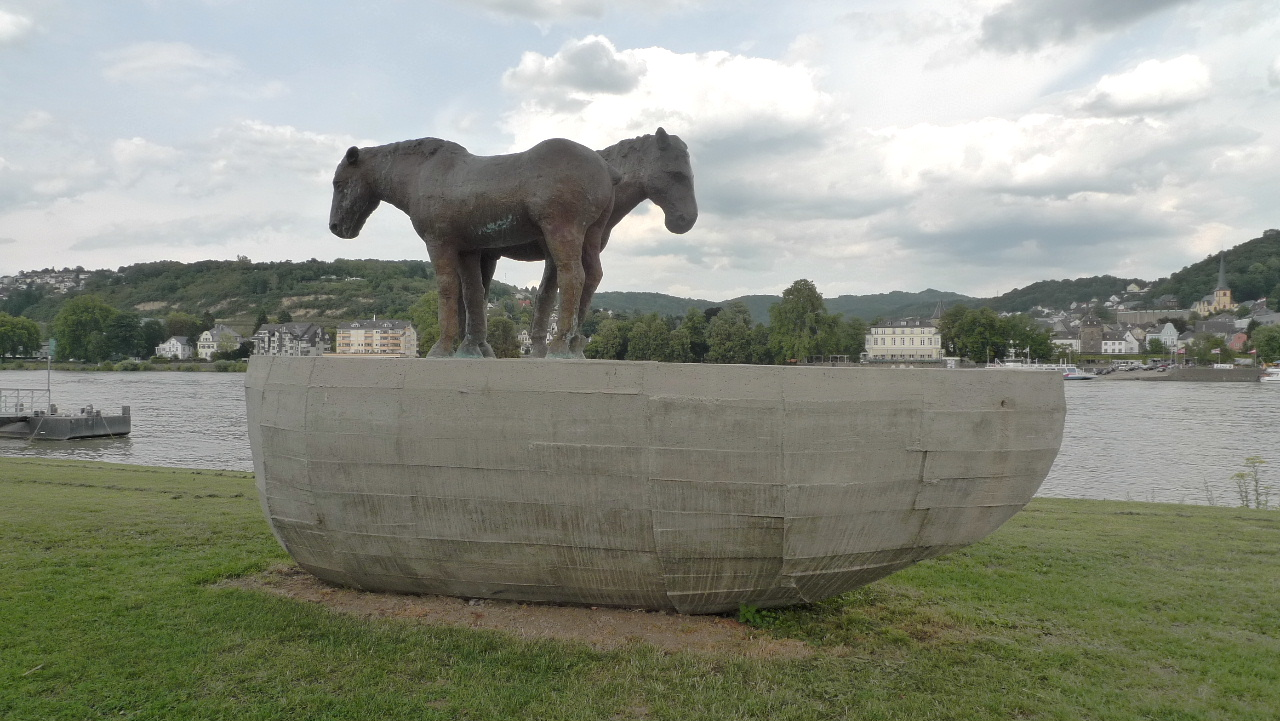
Йоханнес Брус. Две лошади в лодке. 2008

Йоханнес Брус (нем. Johannes Brus; род. 1942, Гельзенкирхен) — современный немецкий скульптор, художник и фотограф.

## Биография
Йоханнес Брус изучал искусство в Дюссельдорфской академии художеств в 1964—1971 годах. В 1986—2007 годах Брус служил профессором в Высшей школе изящных искусств Брауншвейга. В настоящее время мастер живёт и работает в Эссене, преимущественно в области скульптуры и художественной фотографии. И.Брус — искусный экспериментатор, пробующий различные творческие технологии в своих работах. Произведения его выражают как различную проблематику современного искусства (в частности — культурной памяти), так и выполняются с заметным юмористическим настроением. Эти работы мастера можно увидеть в различных музеях Германии — боннском Собрании современного искусства ФРГ, музеях Кунстпаласт Дюссельдорфа и Эрлангена, Музее Арпа в Ремагене, Новом музее Нюрнберга, Городском музее Ратингена и др.
В 1979 году Т. Брус был награждён художественной премией флорентийской Вилла-Романа.